# Calm Down
«Calm Down» es una canción del cantante nigeriano Rema, proveniente de su primer álbum de estudio Rave & Roses. Fue lanzada el 11 de febrero de 2022 a través de Jonzing World y Mavin como segundo sencillo del álbum. La canción llegó a las listas de Europa, alcanzando el número uno en el Ultratop 50 belga y el Top 40 holandés.
El 25 de agosto de 2022 se lanzó un remix de la canción con la cantante estadounidense Selena Gomez. Continuando con el éxito, la nueva versión alcanzó el número uno tanto en Billboard US Afrobeats Songs como en Billboard Global Excl.,  y alcanzó el puesto número tres en la lista Global 200.

## Antecedentes
«Calm Down» trata de los acontecimientos que me llevaron a encontrar el amor en aquel momento. Empezó en una fiesta en la que vi a una chica que destacaba entre las demás, así que me entraron ganas de disparar. Hablamos y bailamos... pero sus amigas no me dejaron acercarme más, lo que acabó con el buen rollo, pero después, cuando ya no estaban, seguimos en contacto y congeniamos.
Rema sobre como surgió la canción. Pitchfork 

El 17 de agosto de 2022, Selena Gomez publicó una foto de ella y Rema en sus redes sociales, con el título "próximamente". El remix fue lanzado una semana después.

## Composición
La canción fue descrita como algo "relajante"  "gran éxito para sentirse bien". Al revisar el remix, el escritor de Vanguard Adegboyega Remmy Adeleye pensó que la "melodía melódica de Gomez complementa perfectamente la vibra de Rema, manteniendo la misma energía que el lanzamiento original".